# Philippe Adrien
Philippe Adrien (Savignies, 19 dicembre 1939 – Villecresnes, 15 settembre 2021) è stato un regista teatrale, sceneggiatore e scrittore francese.

## Biografia
Nel 1981 subentrò a Antoine Vitez nella direzione del Théâtre des Quartiers d'Ivry alternando rappresentazioni classiche e contemporanee. Nel 1985 fonda l'Atelier de Recherche et de Réalisation Théâtrale a La Cartoucherie, dirigendolo fino al 2016. Dal 1989 al 2003 insegnò al Conservatoire national supérieur d'art dramatique.
Dopo aver lavorato al fianco di Yves Robert e Jean-Marie Serreau, proseguì la carriera di attore portando in scena opere di Alfred Jarry, Witold Gombrowicz, Stanisław Witkiewicz.
Nel 1983 diresse due commedie di Molière, Il medico volante e Amphitryon, al teatro Comédie-Française, oltre a Maman revient, pauvre orphelin di Jean-Claude Grumberg, Point à la ligne di Véronique Olmi, L'incorruttibile di Hugo von Hofmannsthal, Extermination du peuple di Werner Schwab, Arcadia di Tom Stoppard, Le serve di Jean Genet.
Nel 2001 iniziò una collaborazione con l'attore cieco Bruno Netter e la sua compagnia di attori disabili e normodotati, inscenando Il malato immaginario di Molière, Il processo di Franz Kafka, Edipo re di Sofocle, Don Chisciotte di Miguel de Cervantes e Le sedie di Eugène Ionesco.

## Regie teatrali
- 1965: Les Croisés
- 1967: Arrête d’être belle
- 1969: La Douloureuse mutation des Zupattes
- 1970: Albert 1er
- 1973: L’Excès
- 1973: Qu’est-ce qui frappe ici si tôt ?
- 1973: Frankenstein
- 1973: Dialogades
- 1974: La Résistance
- 1974: Les Bottes de l’ogre
- 1975: L’Œil de la tête
- 1975: Albertine
- 1975: Le Pupille veut être tuteur
- 1976: Représentation
- 1977: George Dandin
- 1979: Dom Juan
- 1979: Le Défi
- 1980: Ubu roi
- 1980: La Poule d’eau
- 1981: Monsieur de Pourceaugnac
- 1981: Une visite d’après
- 1982: La Mission
- 1982: Correspondances d’après Gérard
- 1982: La Funeste Passion du professeur Forenstein
- 1983: Amphitryon
- 1983: Homme pour homme
- 1985: Ké Voï ?
- 1986: Des Aveugles
- 1987: La Vénus à la fourrure d’après Sacher Masoch et Les Pragmatistes
- 1987: La Méprise et Les Acteurs de bonne foi de Marivaux
- 1988: Cami, drames de la vie courante de Cami
- 1989: Amou’toujou’
- 1989: Le Journal intime
- 1990: L’Annonce faite à Marie
- 1991: Les Bacchantes d’Euripide
- 1992: Le Baladin du monde occidental
- 1992: Grand-peur et misère du IIIe Reich
- 1993: La Tranche
- 1993: En attendant Godot
- 1994: Gustave n’est pas moderne
- 1994: You-you
- 1994: Maman revient, pauvre orphelin
- 1995: La Noce chez les Petits-Bourgeois
- 1995: Les Bonnes
- 1995: Diverses blessures
- 1996: Hamlet
- 1997: Grand Prix
- 1997: Kinkali d’Arnaud Bedouët
- 1997: L’Homosexuel ou la difficulté
- 1998: La Fiancée du vent
- 1998: Point à la ligne
- 1998: Arcadia
- 1999: Un tramway nommé désir
- 1999: L’Incorruptible
- 1999: Excédent de poids : insignifiant, amorphe
- 2000: Le Roi Lear
- 2001: Monsieur de Pourceaugnac
- 2001: Le Malade imaginaire
- 2002: L’Ivrogne dans la brousse d’Amos
- 2002: Extermination du peuple
- 2003: L’Incroyable Voyage
- 2003: L’Enfant-Rêve
- 2003: Cadavres exquis d’après le répertoire du Grand-Guignol
- 2004: Rufus joue les fantaisistes
- 2004: Yvonne, princesse de Bourgogne
- 2005: Doux Oiseau de jeunesse
- 2005: Le Procès de Kafka
- 2005: Mélédouman
- 2005: La Noce chez les Petits-Bourgeois
- 2005: Andromaque de Racine
- 2005: L’Ecclésiaste
- 2006: Phèdre de Racine
- 2006: La Mouette
- 2007: Meurtres
- 2007: Don Quichotte
- 2008: Ivanov
- 2009: Œdipe de Sophocle
- 2009: Une vie de château
- 2009: Le Projet Conrad
- 2010: Le Dindon
- 2011: La Tortue
- 2011: Les Chaises
- 2012: Ce soir
- 2012: L’Affaire
- 2012: Exposition d’une femme d’après
- 2013: Partage de midi
- 2013: Protée
- 2013: L’École des femmes
- 2014: Boesman et Lena
- 2015: La Grande Nouvelle
- 2015: La Maison d’à côté
- 2015: Le Bizarre Incident du chien pendant la nuit